# Hoodia officinalis
Hoodia officinalis är en oleanderväxtart. Hoodia officinalis ingår i släktet Hoodia och familjen oleanderväxter.

## Underarter
Arten delas in i följande underarter:
- H. o. delaetiana
- H. o. officinalis